# Angulomastacator
Az Angulomastacator (nevének jelentése 'kanyarrágó', a felső állcsont alakjára és a típuspéldány lelőhelyére, a Rio Grande texasi területére, a Big Bendre ('Nagy Kanyar') utalva) a hadrosaurida dinoszauruszok egyik neme, amely a késő kréta korban (a campaniai korszakban) a texasi Big Bend Nemzeti Parkban, az Aguja-formáció területén élt. Egyetlen példány, a TMM 43681–1 katalógusszámú lelet, egy részleges bal maxilla (a felső állcsont fő fogtartó csontja) alapján ismert. Ez a csont a többi hadrosauridáétól eltérően körülbelül 45°-ban meghajlott az anterior végén a benne levő fogsorral együtt. A maxilla szokatlan jellegzetessége, amelyről máshonnan nem számoltak be, támogatja azt az elméletet, ami szerint az Aguja-formáció dinoszauruszai endemikus formák voltak. A fosszíliát az Aguja-formáció felső pala tagozatában fedezték fel növények, csontok és kagylóhéj darabok maradványai között, egy kis mellékfolyó csatorna üledékeként értelmezett kőzet padban. Ez a pad közvetlenül a Javelina-formáció alatt helyezkedik el. Az ugyanezen a szinten található vulkanikus kőzetek korát 76,9 ± 1,2 millió évre tették.
Az Angulomastacatort a hadrosauridák üreges fejdíszű csoportjának tagjaként, lambeosaurinaként osztályozták. A leírását Jonathan R. Wagner és Thomas M. Lehman készítette el 2009-ben. A típusfajt, az A. daviesit Kyle L. Davies nevezte el, aki 1983-ban először számolt be egy lambeosaurina jelenlétéről az Aguja-formációban. Hadrosauridaként az Angulomastacator két, illetve négy lábon járó növényevő volt, amely a növényi anyagokat folyamatosan cserélődő, egymás felett elhelyezkedő fogaival darabolta fel.

## Fordítás
Ez a szócikk részben vagy egészben az Angulomastacator című angol Wikipédia-szócikk ezen változatának fordításán alapul.  Az eredeti cikk szerkesztőit annak laptörténete sorolja fel. Ez a jelzés csupán a megfogalmazás eredetét és a szerzői jogokat jelzi, nem szolgál a cikkben szereplő információk forrásmegjelöléseként.